# 이와이역
이와이역(일본어: 岩井駅, いわいえき)은 일본 지바현 미나미보소시에 있는 동일본 여객철도의 철도역이다.
특급 《사자나미》 호의 일부가 정차한다.

## 역 구조
섬식 1면 2선 구조의 지상역이다. 역사와 승강장은 과선교로 이어져 있다. 다테야마역이 관리하는 간이 위탁역으로, 역 업무는 JR 지바 철도 서비스가 대신 하고 있다. 간이 개찰기에서 스이카 및 제휴 교통카드의 사용이 가능하다.

### 승강장
| 1 | ■ 우치보 선 | 기미쓰 · 기사라즈 · 고이 · 소가 · 지바 · 도쿄 방면 |
| 2 | ■ 우치보 선 | 다테야마 · 지쿠라 · 아와카모가와 방면              |

## 역세권 정보
- 이와이 해수욕장
- 국도 제127호선
- 도미 산 - 교쿠테이 바킨이 쓴 요미혼인 《남총리견팔견전》의 배경이다.

## 역사
- 1918년 8월 10일 - 일본국유철도의 역으로 개업했다.
- 1987년 4월 1일 - 민영화에 따라 동일본 여객철도의 소속이 되었다.
- 2009년 3월 14일 - 스이카의 사용이 가능해졌다.

## 인접역
| 동일본 여객철도 우치보 선 | 동일본 여객철도 우치보 선 | 동일본 여객철도 우치보 선      |
| ------------------------- | ------------------------- | ------------------------------ |
| 아와카쓰야마 소가 방면    | ■ 우치보 선               | 나코후나카타 아와카모가와 방면 |